# Августиновский сельский совет
Августиновский сельский совет (укр. Августинівська сільська рада) — входит в состав
Запорожского района
Запорожской области
Украины.
Административный центр сельского совета находится в 
с. Августиновка.

## Населённые пункты совета
- с. Августиновка
- пос. Отрадное
- с. Ивангород
- с. Лемешинское
- с. Приветное
- с. Свитанок
- с. Новоселище